# Ракетно-артиллерийские катера проекта 12300
Ракетно-артиллерийские катера проекта 12300 «Скорпион» — российский проект ракетных катеров. Головной корабль был заложен на судостроительном заводе «Вымпел» 5 июня 2001 года, на 2016 год недостроенный.

## Особенности конструкции
Корпусу катера проекта «Скорпион» придана возможность самостабилизироваться на волне, он оснащён кормовыми интерцепторами — успокоителями качки. В результате уровень бортовой качки катера уменьшается в 5 раз.

### Силовая установка
Катер имеет комбинированную силовую установку — два дизельных двигателя для маршевых режимов плавания и газовая турбина ГТУ-12 — для выхода на скорость перехвата.

### Вооружение
Катер проекта 12300 вооружён четырьмя противокорабельными ракетами «Яхонт» вертикального старта с дальностью стрельбы 300 км и массой боевой части — 200 кг.
Артиллерийское вооружение «Скорпиона» состоит из установки калибра 100 мм А-190-5П-10. Для воздушной обороны служит зенитный ракетно-артиллерийский комплекс «Каштан-1».

## Строительство и перспективы проекта
Головной катер был заложен 5 июня 2001 года. Планировалось завершить его постройку в 2005 году.
Затем планировалась постройка серии, для ВМФ РФ — 10, для ФПС РФ — 10. 30 катеров планировалось построить на экспорт, в том числе для стран Азиатско-тихоокеанского региона. Однако, к настоящему времени (апрель 2016 года) не достроили даже головной катер данного проекта. Однако сообщений о прекращении строительства в прессе также не появлялось.

## Модификации
Возможные модификации:
- проект 12300П — пограничный сторожевой корабль с взлётно-посадочной площадкой,
- проект 12301 — вариант с ПКР 3М55, А-190, БИУС «Сигма»,
- проект 12301П — пограничный сторожевой корабль,
- проект 12302 — вариант с ПКР 3М24.

Перспективный проект ЦМКБ Алмаз — катер проекта 12300 «Скорпион» с наличием ВПП для вертолетов легкого класса, а в дальнейшем — и БПЛА.

## Проект 22800
На основе ракетно-артиллерийского катера проекта 12300 «Скорпион» специалисты АО «Центральное морское конструкторское бюро «Алмаз» разработали малый ракетный корабль проекта 22800 «Каракурт».
МРК проекта 22800  «Каракурт» имеет водоизмещение около 800 тонн, против 500 тонн у катера проекта 12300 «Скорпион». МРК проекта 22800 «Каракурт» оснащён восьмизарядной вертикальной универсальной пусковой установкой (УКСК), расположенной в задней части надстройки, и интегрированной мачтой с размещёнными на ней четырьмя неподвижными антенными решетками многофункционального радиолокационного комплекса (предположительно РЛК «Арбалет-Д» L-диапазона, разработки АО «Корпорация «Фазотрон-НИИР»).
Головной корабль проекта 22800 «Каракурт» заложен в 2016 году, спущен на воду 24 ноября 2017 года. Предполагается, что для ВМФ РФ будет построено 24 корабля проекта 22800 «Каракурт».